# 提姆·沃伯格
提姆·沃伯格（Tim Walberg；1951年4月12日—）是美國的一位政治人物。自2011年開始，他是密歇根州第7選舉區選出的美國眾議院議員。他的黨籍是共和黨。沃伯格出生在芝加哥，並在芝加哥接受教育。他是一位瑞典裔美國人。